# Hermanville-sur-Mer
Hermanville-sur-Mer è un comune francese di 2 741 abitanti situato nel dipartimento del Calvados nella regione della Normandia.

## Monumenti e luoghi d'interesse
- Villa La Bluette

## Società

### Evoluzione demografica
Abitanti censiti